# Зелёный Гай (Гуляйпольская городская община)
Зелёный Гай (укр. Зелений Гай) — село, Гуляйпольская городская община, Пологовский район, Запорожская область, Украина.
Население по переписи 2001 года составляло 121 человек.

## История
В 2022 году, в ходе вторжения России на Украину, село было оккупировано ВС РФ.
31 марта в ходе боёв село было освобождено ВСУ.

## Географическое положение
Село Зелёный Гай находится на расстоянии в 1 км от села Весёлое и в 2-х км от села Червоное.